# Амареш
Ама́реш (порт. Amares; МФА: [ɐ.ˈma.ɾɨʃ], Ама́риш) — муніципалітет і містечко в Португалії, в окрузі Брага. Розташований у північній частині країни, на теренах історичної португальської провінції Дору-Міню. Належить до Бразької архідіоцезії Католицької церкви в Португалії. Права міського самоврядування має з 1514 року. Поділяється на 16 парафій. За адміністративним поділом, чинним до 1976 року, був складовою провінції Міню. Площа муніципалітету — 81,95 км², населення муніципалітету — 18889 ос. (2011); густота населення — 230,49 осіб/км²
. Патрон — Спаситель. Святковий день муніципалітету — 13 червня. Поштовий індекс — 4720.  Код місцевої адміністративної одиниці — 0301. Складова статистичного регіону Північ.

## Географія
Амареш розташований на північному заході Португалії, в центрі округу Брага.
Містечко розташоване за 12 км на північний схід від міста Брага.
Амареш межує на півночі й північному сході з муніципалітетом Терраш-де-Бору, на південному сході — з муніципалітетом Вієйра-ду-Міню і Повуа-де-Ланьозу,на півдні й заході — з муніципалітетом Брага.

## Історія
1514 року португальський король Мануел I надав Амарешу форал, яким визнав за поселенням статус містечка та муніципальні самоврядні права.

## Населення
| Кількість мешканців | Кількість мешканців | Кількість мешканців | Кількість мешканців | Кількість мешканців | Кількість мешканців | Кількість мешканців | Кількість мешканців | Кількість мешканців | Кількість мешканців | Кількість мешканців | Кількість мешканців | Кількість мешканців | Кількість мешканців | Кількість мешканців |
| ------------------- | ------------------- | ------------------- | ------------------- | ------------------- | ------------------- | ------------------- | ------------------- | ------------------- | ------------------- | ------------------- | ------------------- | ------------------- | ------------------- | ------------------- |
| 1864                | 1878                | 1890                | 1900                | 1911                | 1920                | 1930                | 1940                | 1950                | 1960                | 1970                | 1981                | 1991                | 2001                | 2011                |
| 12 015              | 12 053              | 12 381              | 12 746              | 13 266              | 13 233              | 13 878              | 15 332              | 16 314              | 16 845              | 16 026              | 16 478              | 16 715              | 18 521              | 18 889              |

## Парафії
- Амареш
- Баррейруш
- Бештейруш
- Біку
- Кайреш
- Калделаш
- Карразеду
- Дорнелаш
- Феррейруш
- Фігейреду
- Фішкал
- Гоайнш
- Лагу
- Паранюш
- Паредеш-Секаш
- Портела
- Прозелу
- Рендуфе
- Санта-Марія-ду-Бору
- Санта-Марта-ду-Бору
- Секейруш
- Сераміл
- Торре
- Вілела